# Luigi Di Fabrizio
Luigi Di Fabrizio (Penne, settembre 1935) è uno scultore italiano.

## Biografia e opere
Luigi Di Fabrizio ha insegnato Arte Applicata (metalli) presso vari Istituti d’Arte italiani e ha iniziato la sua attività con la ricerca figurativa.
Già agli inizi degli anni sessanta partecipa alla Biennale d’Arte del Metallo di Gubbio, alla Mostra d’Autunno di Bologna e alla Biennale d’Arte Figurativa dell’Aquila.
Nel 1965 comincia a ricercare forme pure ed assolute utilizzando come materia l’acciaio inox. Scopre l’essenzialità della forma, realizzando oggetti con volumi concavi e convessi, che si riflettono fra loro e rinfrangono specularmente le strutture modulari.
Nel 1968 la commissione della Seconda Mostra Città di Penne, presieduta da Remo Brindisi, segnala l’opera dal titolo “Modulo Riflesso” realizzata in acciaio inox ed ottone. Dopo aver partecipato nel 1969, sempre con strutture in acciaio inox, alla Biennale d’Arte del Metallo di Gubbio è invitato da Cesare Vivaldi al XlX Premio Avezzano del 1970, “Arte Italiana del dopoguerra”.
Di Fabrizio punta decisamente sulla tridimensionalità dei suoi oggetti, che hanno un valore schiettamente plastico, ricchi come sono di aggetti e rientranze, concavità e convessità sottolineati dalle lucide materie (Cesare Vivaldi). Dal 1972 partecipa a varie mostre di rilevanza nazionale ed internazionale, proponendo ricerche in continua evoluzione sulle possibilità espressive dell’acciaio inox e/o del bronzo, ottenendo esiti estetici fruibili. Nel 1981 Luigi Lambertini lo segnala per la scultura (Catalogo Bolaffi n°5).

## Attività artistica

### Mostre colletttive personali
1961

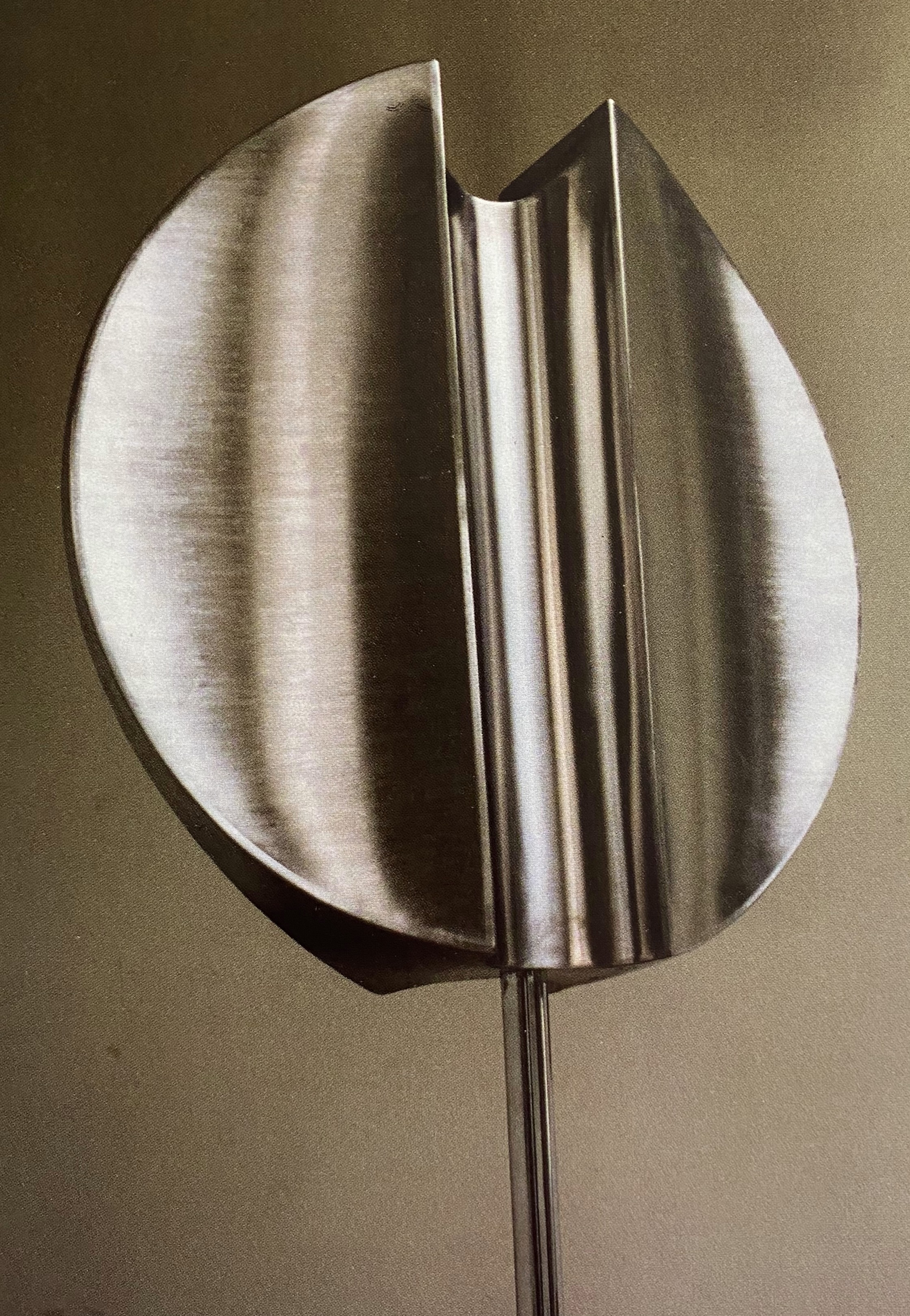
Modulo ovale, AISI 316

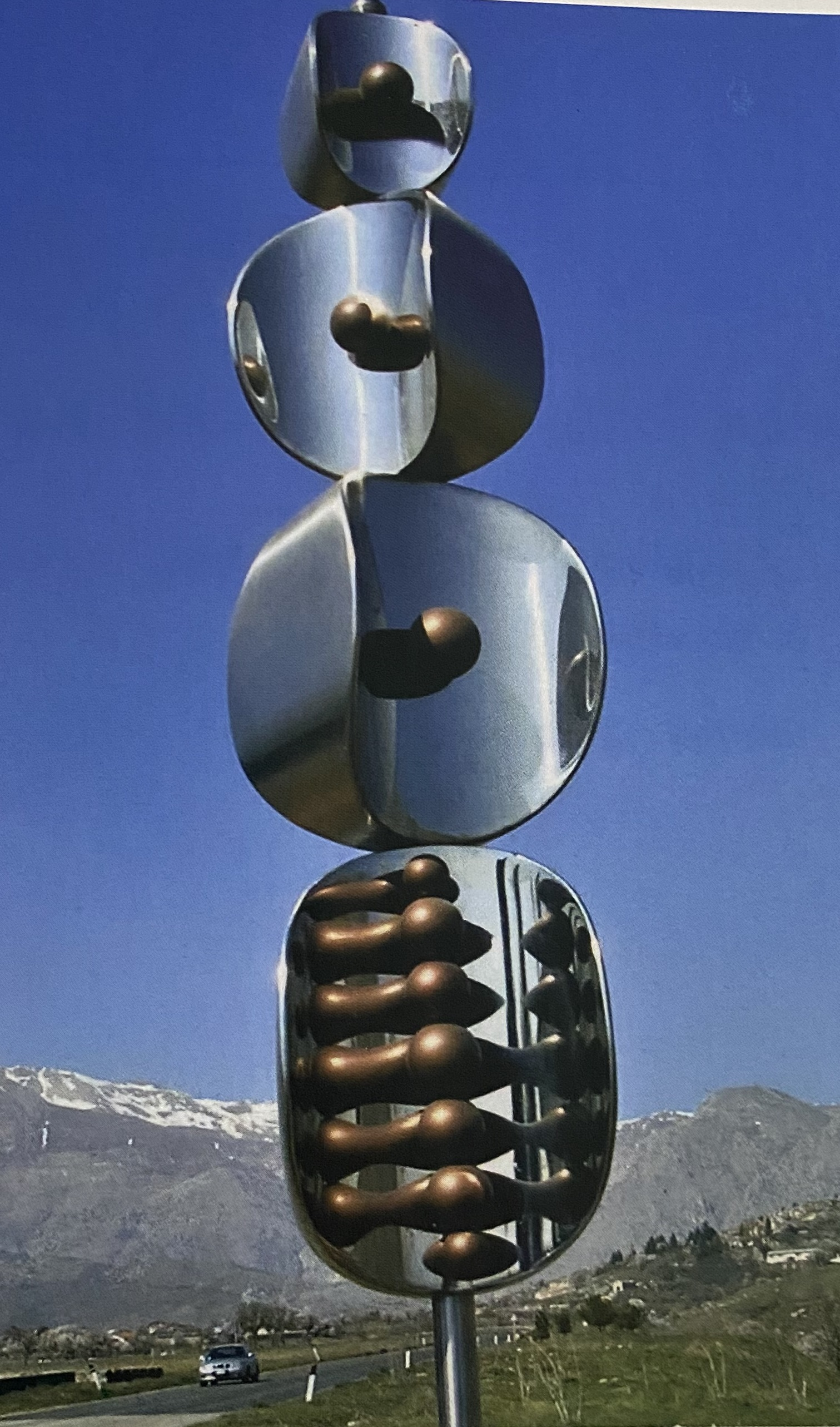
Colonna modulare M4, AISI 316

•	Biennale d'Arte del Metallo, VI Premio Gubbio;
•	III Mostra Regionale di Arti figurative dell'Abruzzo e Molise, Teramo.
1962
•	Mostra d'Autunno, Bologna;
•	Rassegna d'Arte Figurativa, Reggio Emilia.
1963
•	1A Mostra Regionale Biennale d'Arte Figurativa dell'Abruzzo e Molise, L'Aquila;
•	Mostra d'Autunno, Bologna.
1964
•	Premio Città del Tricolore, Reggio Emilia.
1966
•	Rassegna d'Arte Contemporanea in Emilia e Romagna, Bologna.
1968
•	II Mostra Regionale Città di Penne, Penne.
1969
•	V Biennale d'Arte del Metallo, Gubbio;
•	Mostra d'Arte Sacra, Lanciano.
1970
•	Pittori Italiani Contemporanei Galleria “IL TETTO”, Avezzano;
•	XIX Premio Avezzano, Arte Italiana del Dopoguerra, Avezzano;
•	Collettiva alla Galleria “IL CIGNO”, Pesaro.
1971
•	Rassegna d'Arte Grafica, “Centro Iniziative Culturali”, Avezzano;
•	Omaggio alla Resistenza, Avezzano;
•	Rassegna di Pittura e Grafica, Santo Stefano di Sessanio (AQ).
1972
•	VI Mostra Regionale Città di Penne, Penne;
•	Centro Iniziative culturali, Avezzano.
1973
•	XX Premio Avezzano, Avezzano.
1974
•	Aspetti dell'Arte Contemporanea in Abruzzo;
•	Galleria “IL CENACOLO”, Firenze;
•	II Mostra del Piccolo Formato, Sulmona;
•	Rassegna d’Arte Grafica, Rocca Calascio (AQ).
1975
•	Incontro con l’Arte Contemporanea, Luco Dei Marsi;
•	Inco-Arte 75, Roma.
1976
•	Biennale Arti Figurative, Piacenza.
1977
•	XXII Premio Avezzano, Avezzano.
1978
•	XX Premio Vasto, Vasto;
•	III Rassegna della Grafica Internazionale Città di Lecce, Lecce;
•	Biennale d’Arte Sacra a cura del C.R.E.A.S., Avezzano.
1979
•	Immagini e strutture nel Ferro e nell'Acciaio, Repubblica di San Marino;
•	XXIII Premio Avezzano, Avezzano.
1980
•	Galleria: “Il Diagramma 32”, Napoli;
•	Palazzo Municipale di Luco dei Marsi (con Pasquale Di Fabio e Dante Simone);
•	XVI Mostra Internazionale di Scultura all'aperto, Fondazione Pagani, Legnano/Castellanza;
•	Mostra Internazionale della Piccola Scultura, Galleria Pagani, Milano.
1982
•	Biennale di Scultura V. Schiavio, Veleso (CO);
•	XVIII Mostra Internazionale di Scultura all'aperto, Fondazione Pagani, Legnano/Castellanza.
1987
•	Alternative Attuali Abruzzo 87, Forte Spagnolo, L’Aquila;
•	l’Ambiente nelle Arti Visive, Pescara.
1988
•	Biennale Regionale d'Arte Città di Penne “La Materia e la Forma”, Penne;
•	Perdonarte una Mostra per la Pace, Aperto Scultura, Costa Masciarelli, L’Aquila.
1989
•	Triennale Internazionale d'Arte Sacra, Celano, (AQ).
•	XXV Premio Avezzano, Avezzano.
1990
•	XXIX Mostra d'Arte 1º Maggio, “Oltre le Radici”, Omaggio alla Marsica, Luco dei Marsi (AQ);
•	X Biennale d'Arte Città di Penne “Il Segno e i suoi dintorni”, Penne (PE);
•	Castelli in Arte Pittura e Scultura al Centro, Castello Piccolomini, Celano (AQ);
•	“Oltre l'Immagine” Forte Spagnolo, Sala Chierici, L'Aquila;
•	“Cercare nella Forma” Pinacoteca comunale, Macerata.
1991
•	“Arte Vestina Contemporanea” Galleria il Sigillo, Padova;
•	“Arte Vestina Contemporanea” Palazzo Sirena, Francavilla al Mare (CH);
•	“Arte Come Luogo della Memoria” I Biennale d'Arte contemporanea, Centro Sociale e di Cultura, Torre San Patrizio (AP);
•	“Esaedro” XXXVI Mostra Nazionale d'Arte Contemporanea, Galleria Civica, Termoli;
•	XVIII Premio Sulmona, Mostra Nazionale d'Arte Contemporanea, Sulmona.
1992
•	“Arte Vestina Contemporanea” La Ricerca in Abruzzo dell'Arte Figurativa, Lessona Milano;
•	II Rassegna di Arti Figurative, “Linee di Ricerca”, “Omaggio a Francesco Messina”, Pescara;
•	XIX Premio Sulmona, Mostra Nazionale d'Arte Contemporanea, Sulmona.
1994
•	XXVII Premio Vasto, l'Arte Italiana nell’Ultimo Mezzo Secolo, dall'Arte Neo-Concreta all’Iperrealismo, Vasto.
1995
•	Moderno Dentro e Fuori, Castello Orsini, Avezzano;
•	XXII Premio Valle Roveto, “Versanti dell'Arte Italiana Secondo “900”, Civitella Roveto (AQ);
•	XXII Premio Sulmona, Rassegna Internazionale di Arte Contemporanea, Sulmona.
1996
•	“Omaggio a Licini", Comune di Fermignano (PS);
•	“ETRURIARTE 7” Mostra Mercato di Arte Contemporanea, Concorso Internazionale di Pittura Scultura e Grafica, Venturina (LI);
1998
•	“ETRURIARTE 9”, Venturina (LI);
•	XXXI Premio Vasto “Effetto Città”, Vasto (CH).
1999
•	“ETRURIARTE 10”, Venturina (LI);
•	“Arte della Pace” Palazzo Provinciale di Chieti, Chieti.
2000
•	“Itinerari d’Arte” Artisti ed Arte in Abruzzo, Museo Michetti, Francavilla al Mare (CH).
•	Mostra personale, Università D’Annunzio Facoltà di Architettura, Pescara.
2001
•	Gioielli d’artista, Teramo;
•	XXVIII Premio Sulmona, Sulmona.
2002
•	Mostra personale Spazio Arte, L’Aquila;
•	Tracciati d'Arte in Abruzzo, Centro culturale S. Francesco Piccola Opera Caritas, Giulianova;
•	'900 Artisti ed Arte in Abruzzo, Pescara;
•	Museo d'Arte delle Generazioni Italiane del '900 "G. Gargellini", Pieve di Cento (BO);
•	Arte Tempo Divina Luce, mostra nazionale d'arte contemporanea, galleria "Grue", Castelli (TE).
2003
•	Rassegna d'Arti Visive "Il Mito di Eva", Teatro monumentale G. D'Annunzio, Pescara.
•	XXVII° Premio Internazionale "Emigrazione Radici e Globalizzazione", Omaggio a Koulakov, Pratola Peligna (AQ).
•	Artisti di oggi e domani, Museo d'Arte "Vittoria Colonna", Pescara.
•	Ricognizione di Arte Visiva attualmente espressa nell'Area Marsa, Avezzano (AQ).
2004
•	Personale Galleria Spazio Arte L'Aquila, XXVI° Premio di Arte Contemporanea "Enrico Mattei", Civitella Roveto (AQ).
2005
•	XXVII° Premio di Arte Contemporanea "Enrico Mattei", Civitella Roveto (AQ).
2012
•	Pescarart 2012, Mostra di arti visive, Pescara.
2014
•	Il sapere della forma. Arcaicità e Contemporaneità, Museo Archeologico, Penne.
2024
•	Prima della Prima. Selezione di opere della Pinacoteca civica di Arte moderna di Avezzano, Piazza Risorgimento, Avezzano.

### Realizzazioni di spazi pubblici e privati
1968

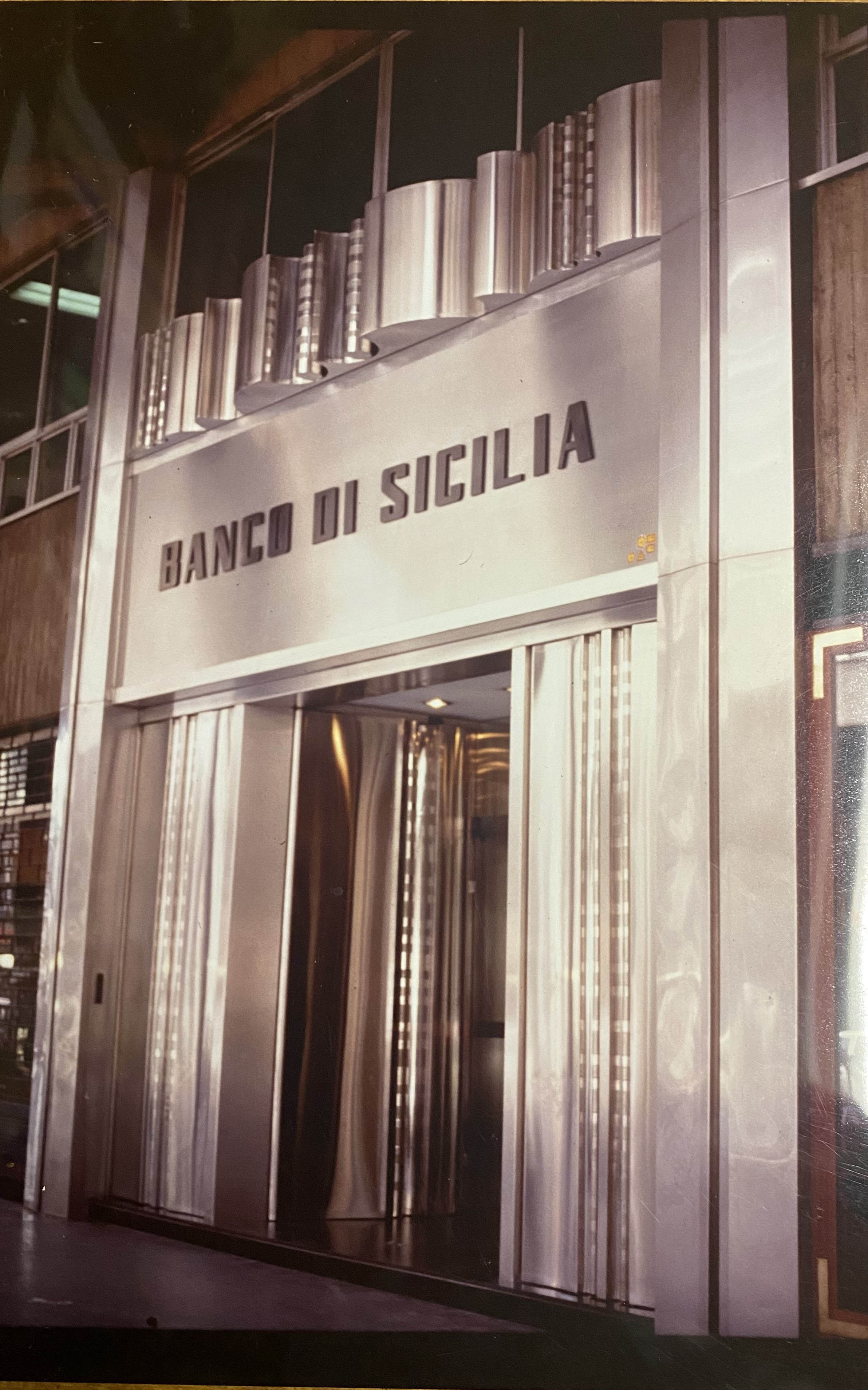
Palermo 1982, Sede Centrale del Banco di Sicilia

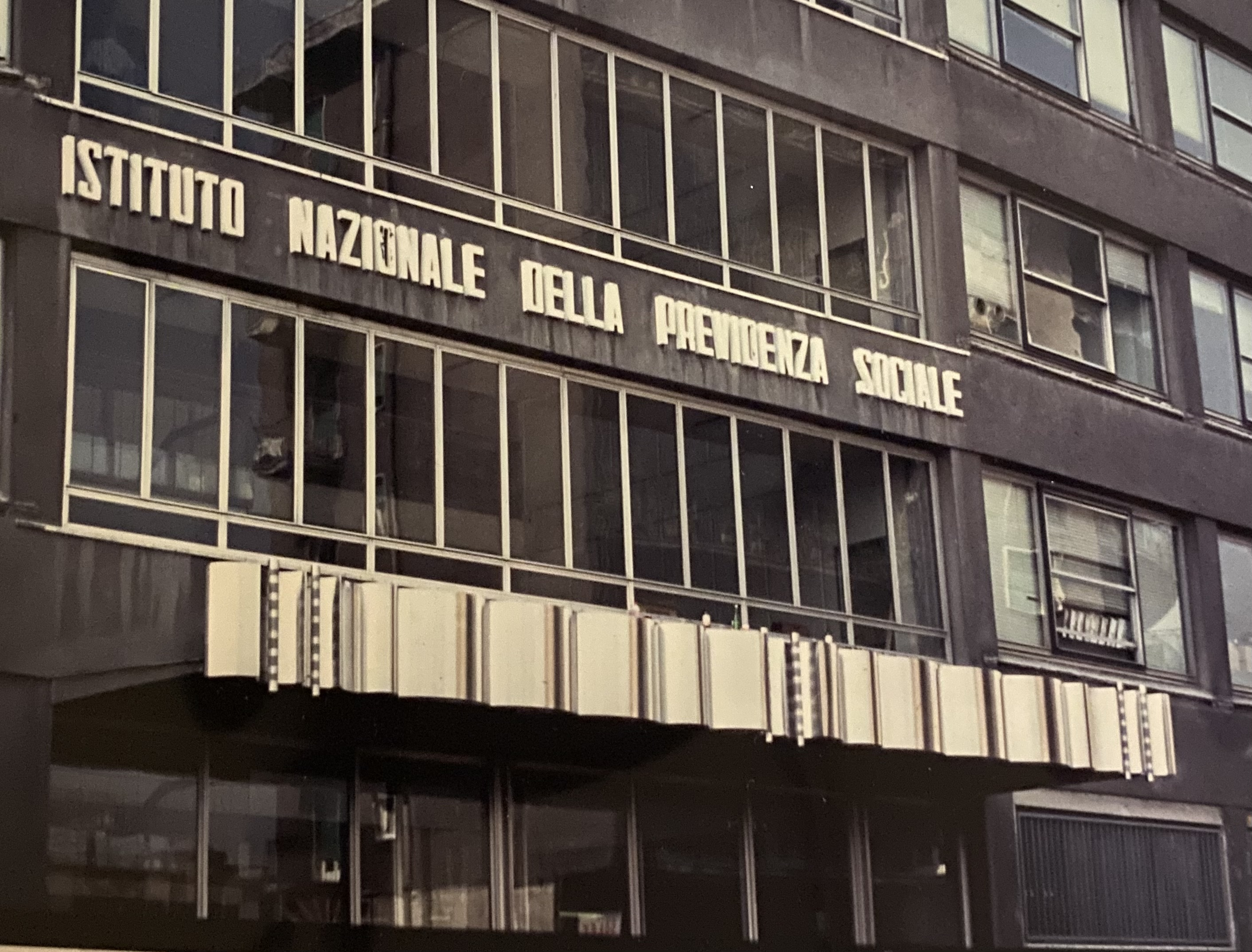
Napoli 1977, ingresso principale sede I.N.P.S.

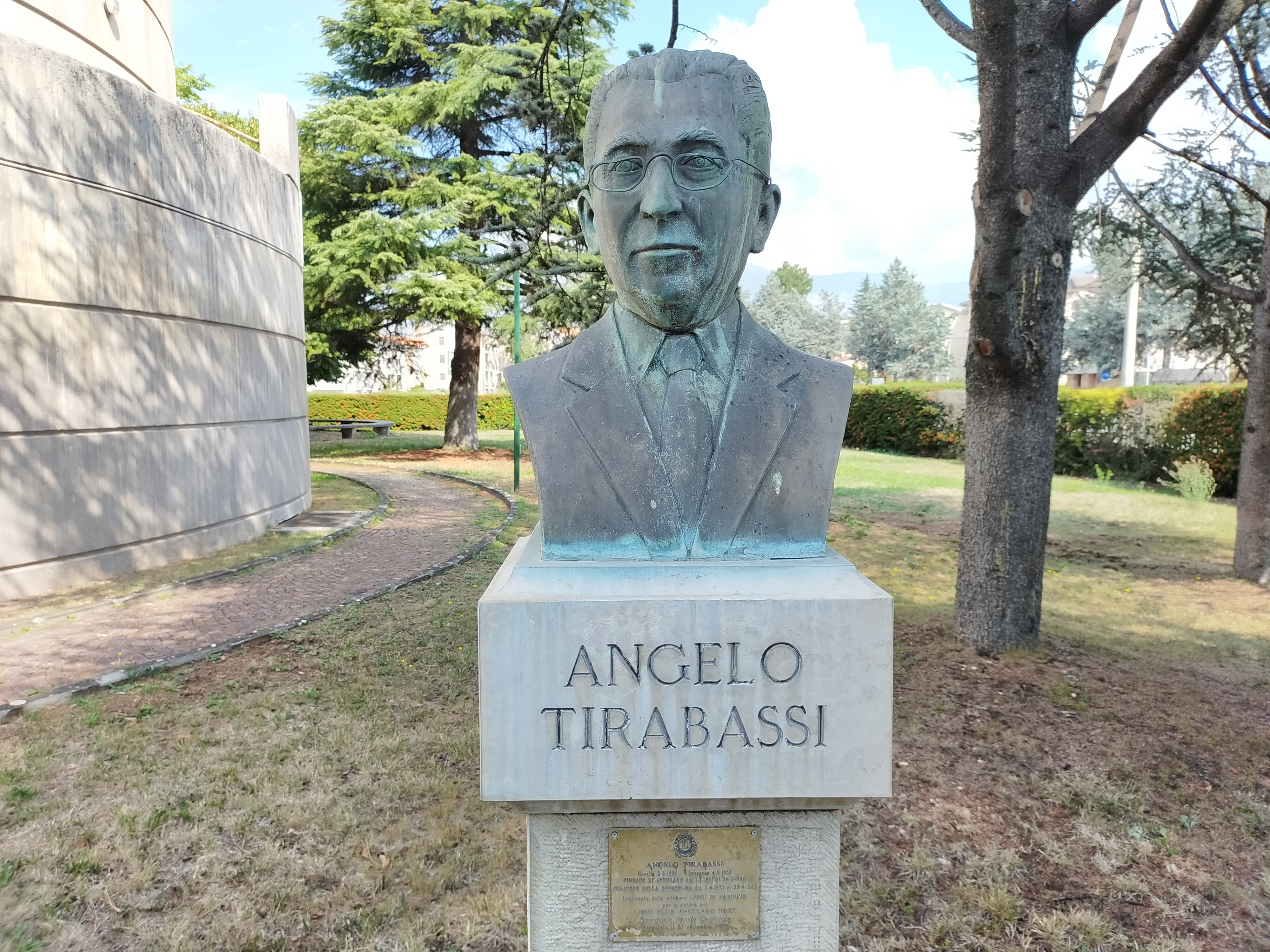
Il busto bronzeo raffigurante Angelo Tirabassi ad Avezzano, 2005

•	Tabernacolo in argento sbalzato e smaltato, Cappella Pio Istituto Artigianelli, Reggio Emilia.
1972
•	Pannello in acciaio Inox A.I.S.I. 304 (cm. 380x80), sede provinciale I.N.P.S., Cremona.
1977
•	Pannello scultoreo a rilievo, in Acciaio Inox satinato A.I.S.I. 304 (cm. 1200x80), frontale della pensilina, ingresso principale sede I.N.P.S., Napoli.
1982
•	Portone in acciaio Inox A.I.S.I. 316, per il vano di accesso alla sede centrale del Banco di Sicilia, Palermo (dimensioni dell’opera: metri 5,90x5,81).
1995
•	Busto in bronzo in onore del Dott. Alfredo Di Loreto, San Pelino, Avezzano.
2002
•	Stele in bronzo in onore del Generale Antonio Gandin (Martiri di Cefalonia), Castello Orsini, Avezzano.
2005
•	Busto in bronzo in onore di Angelo Donato Tirabassi, Avezzano.
2006
•	Busto in bronzo in onore di Aurelio Irti, Avezzano.
2009
•	Busto in bronzo in onore di Antonio Iatosti, Avezzano.
2013
•	Busto in bronzo in onore di Camillo Corradini, Avezzano.
2014
•	Busto in bronzo in onore di Mario Pomilio, Avezzano.
2015
•	Busto in bronzo in onore di Domenico Buccini, Avezzano.

## Critica
Della sua arte si sono occupati numerosi critici: M. Apa, M. Azzolini, M. A. Baitello, M. Bologna, C.F. Carli, G. D’Andrea, A. De Angelis, L. Del Gobbo, F. De Santi, E. Di Carlo, Giorgio Di Genova, Vittoriano Esposito, L. Farinacci, A. Gasbarrini, A. Gentile, F. Ianni, L. Lambertini, R. Liberale, M. Lucci, L. Marziano, C. Melloni, G. Morbiducci, S. Orienti, G. Rosato, Antonello Rubini, G. Sciortino, Spinelli De Santaelena, L. Strozzieri, R. Vigna, Cesare Vivaldi.